# Cairn o’ Get
Cairn o’ Get (auch „Garrywhin“; „Cairn o'Get“ oder „Cairn of Get“) ist eine 1866 ausgegrabene, etwa 5000 Jahre alte Megalithanlage. Sie liegt bei Ulbster in Caithness im Norden Schottlands. Die spezielle Form wird als kurzer, (doppelt)gehörnter Cairn bezeichnet. Hier wurde ein älterer Rundcairn überbaut. Die Kammer hat eine Vorkammer und lag etwas exzentrisch im Rundcairn. Die für die Anlagenart typischen Fassaden sind nicht erhalten.

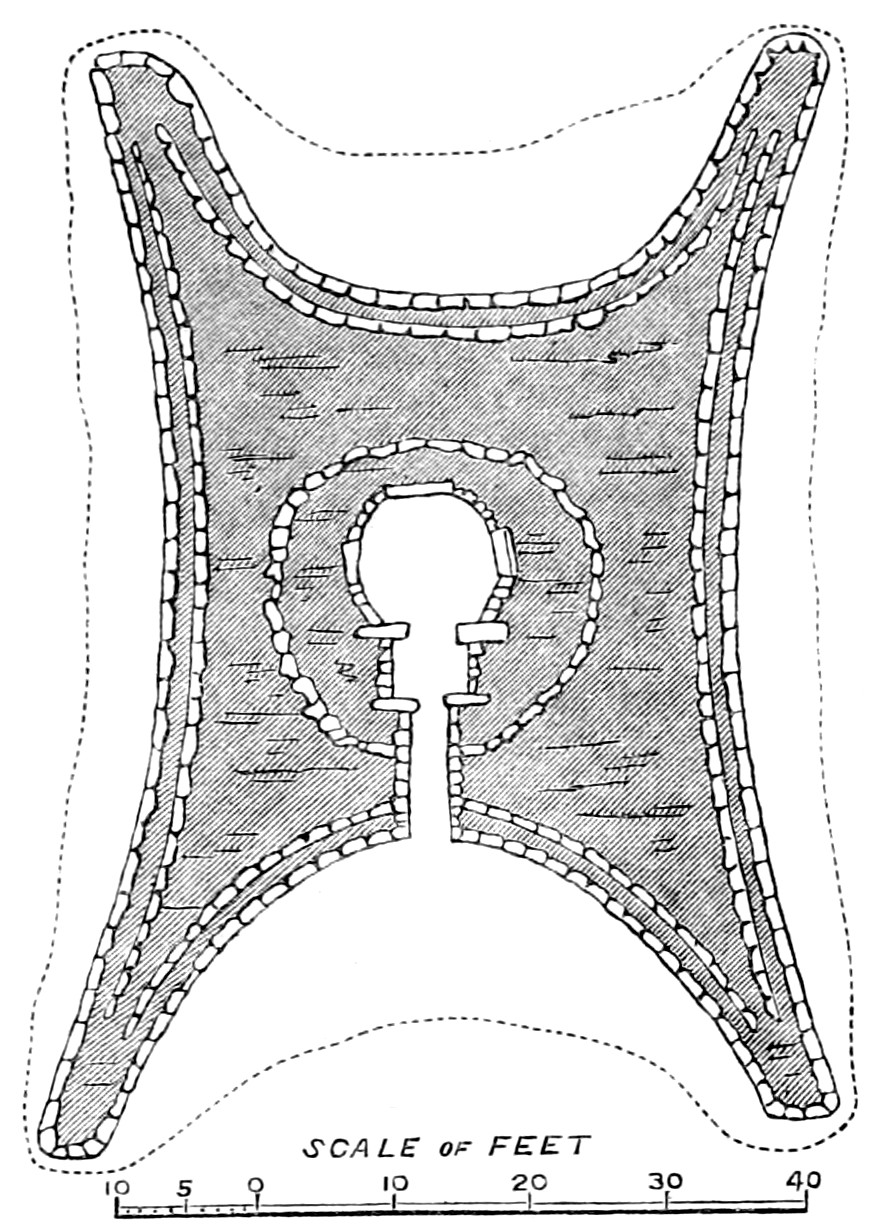
Kurzer gehörnter Cairn

Aufgrund der fehlenden Decksteine kann man das Innere der Anlage gut erkennen. Ein an der Südseite liegender Zugang, der so niedrig war, dass man ihn nur auf Knien passieren konnte, führt zu einer kleinen Vorkammer, die sich zwischen ansehnlichen Portalsteinpaaren befindet und in die Hauptkammer überleitet. Die aus dünnen Platten und Zwickelmauerwerk errichtete Kammer ist rund bis polygonal. Sie war mit der Erde und Steinen verfüllt. In Bodennähe fanden sich große Mengen von verbrannten und unverbrannten Menschen- und Tierknochen sowie Flint und zerscherbte Tonware.
Cairn o’ Get gehört zu zahlreichen prähistorischen Denkmälern (wie Ormiegill North) zwischen dem Loch of Yarrows und dem Loch of Watenan, die auch Bienenkorbhütten, Brochs, Grabhügel, Forts, Menhire und Steinreihen umfassen. Die Überbauung, die keine funktionalen Gründe hat, deutet auf einen Paradigmenwechsel während der Nutzungsphase der Anlage.